# Changfeng (köpinghuvudort i Kina, Hainan Sheng, lat 18,80, long 110,31)
Changfeng är en köpinghuvudort i Kina. Den ligger i provinsen Hainan, i den södra delen av landet, omkring 140 kilometer söder om provinshuvudstaden Haikou. Antalet invånare är 30 248. Befolkningen består av 13 984 kvinnor och 16 264 män. Barn under 15 år utgör 19,0 %, vuxna 15-64 år 72 %, och äldre över 65 år 7,0 %.
Trakten runt Changfeng är nära nog obefolkad, med mindre än två invånare per kvadratkilometer. Närmaste större samhälle är Wanning, 7,9 km öster om Changfeng. Omgivningarna runt Changfeng är en mosaik av jordbruksmark och naturlig växtlighet.
Genomsnittlig årsnederbörd är 2 185 millimeter. Den regnigaste månaden är september, med i genomsnitt 364 mm nederbörd, och den torraste är januari, med 20 mm nederbörd.